# Гордєєв Анатолій Іванович
Анатолій Іванович Гордєєв (нар. 10 квітня 1954, Хмельницький, Українська РСР, СРСР) — український науковець, професор, доктор технічних наук, Заслужений винахідник України.

## Біографія
Гордєєв Анатолій Іванович народився у місті Хмельницький 10 квітня 1954 року. У 1971 році закінчив Хмельницьку середню школу № 10. Упродовж 1971—1976 років навчався на механічному факультеті Хмельницького технологічного інституту побутового обслуговування та отримав диплом з відзнакою за кваліфікацією «інженер-механік». 
Трудову діяльність розпочав у 1976 році на посаді асистента кафедри технології машинобудування ХТІПО. У 1977—1979 роках служив в армії у званні сержанта взводу артилерійської розвідки в місті Високе Мито в Чехословаччині. Після захисту кандидатської дисертації у 1986 р. в Київському технологічному інституті легкої промисловості працював на посаді старшого викладача, а потім доцента кафедри. У 2011 році захистив докторську дисертацію у спеціалізованій раді Хмельницького національного університету за спеціальністю 05.02.02 — машинознавство та почав працювати на посаді професора кафедри технології машинобудування з 2012 року. Вчене звання професора кафедри технології машинобудування присвоєно МОН України в 2014 році.

## Науковий доробок
Автор та співавтор понад 320 опублікованих наукових та науково-методичних праць, з яких 7 монографій та 3 навчальних посібника з грифом МОН, 82 статті у фахових виданнях, 144 публікації: статті у збірниках праць та тези доповідей, депоновані статті, 28 навчально-методичних видань, 7 авторських свідоцтв, 48 патентів України та 1 патент іноземної держави (Латвія).
Заступник голови спеціалізованої вченої ради Хмельницького національного університету. Веде наукове керівництво аспірантам, з яких двоє захистили дисертаційні роботи на здобуття наукового ступеня доктора філософії. Бере участь у рецензуванні дисертаційних робіт як опонент.

## Нагороди
- Протягом 2005—2019 років лауреат 8 конкурсів обласної ради з науково-дослідних робіт в різних номінаціях.
- Грамоти департаменту інтелектуальної власності (2008 р.);
- Грамота управління освіти Хмельницької міської ради (2009 р.),
- Грамота управління освіти Хмельницької обласної ради (2012 р.);
- Памятна медаль "Ветеран університету" (2016 р.);
- Медаль «За самовіддане служіння науці» (2019 р.);
- Відзнака «За сумлінну працю» (2019 р.);
- Відзнака «За службу державі» (2020 р.);
- Звання «Заслужений винахідник України» (2021 р.).